# Příchovice (Kořenov)

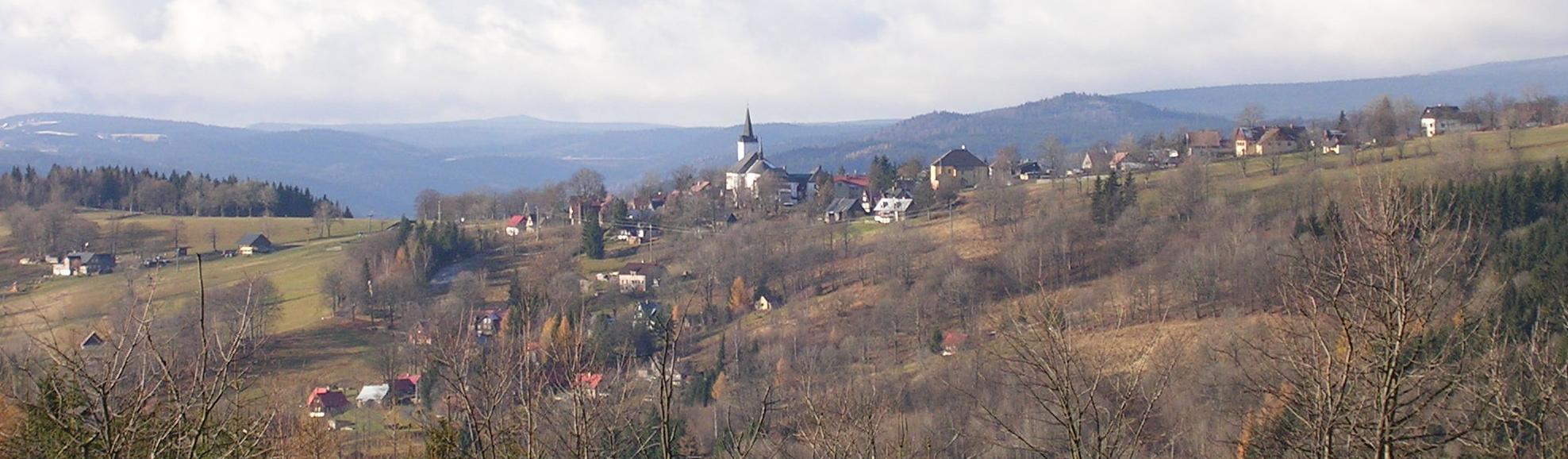
Ortsansicht aus Richtung Vystrkov

Příchovice (deutsch Stefansruh, auch Prichowitz) ist ein Ortsteil der Gemeinde Kořenov im Isergebirge in der Region Liberec in Tschechien.

## Geographie
Die Ortsmitte, in der sich die Kirche, zwei Gaststätten und eine Heiligenfigur befinden, liegt zwei Kilometer südwestlich des Hauptorts Kořenov. Es gibt 279 registrierte Adressen im Ort, dauerhaft leben hier 271 Menschen. Im Ort gibt es zudem Ferienhäuser, die hauptsächlich von Urlaubern genutzt werden. Das 760 m hoch gelegene Příchovice ist ein Zentrum des Wintersports. Das Skigebiet heißt U Čápa (deutsch: Zum Storch) und verfügt über einen Schlepp- und zwei Sessellifte. Der Sessellift und die Pisten des Nachbarortes Rejdice (Reiditz) grenzen unmittelbar an das 4,94 Quadratkilometer große Ortsgebiet von Příchovice.

## Geschichte
Ab der Mitte des 19. Jahrhunderts bildete Stephansruh eine Gemeinde im Gerichtsbezirk Tannwald. Příchovice ist seit 1960 ein Ortsteil von Kořenov. 1991 lebten in dem Dorf 309 Personen. Beim Zensus von 2001 wurden 121 Häuser und 271 Einwohner gezählt.

## Sehenswürdigkeiten

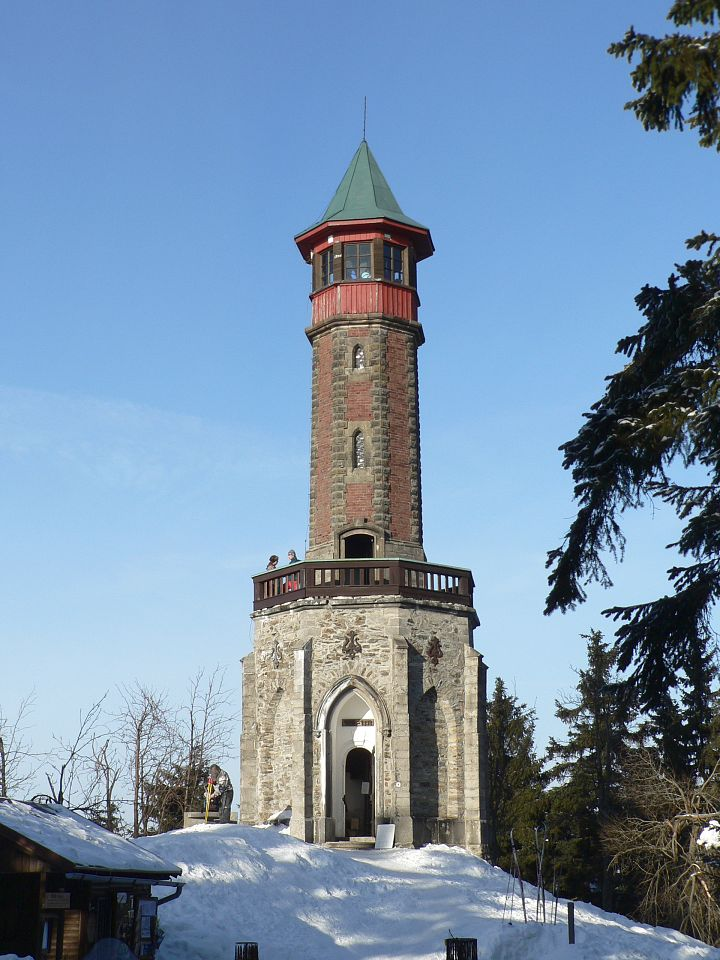
Štěpánka, erbaut im Gedenken an den Besuch von Erzherzog Stephan, 1845

- Steinerner, ursprünglich 6 m hoher Aussichtsturm Hvězda (Štěpánka – Stephansturm) von 1847 (24 m Höhe bei Vollendung 1892) [4] auf der Buchsteinhöhe (auch Stephanshöhe)[5]
- Kirche des hl. Veit, erbaut 1824